# Pacto entre caballeros (canción)
Pacto entre caballeros es el título de una canción de Joaquín Sabina e incluida en su álbum de estudio Hotel, dulce hotel.

## Descripción
Se relata cómo el autor es objeto de un atraco por parte de tres delincuentes juveniles. Sin embargo, uno de ellos lo reconoce momento en el que le devuelven sus pertenencias y deciden continuar la fiesta los cuatro, terminando en un club de alterne. Poco tiempo después se revela que a través de la prensa, el autor se entera de que uno de los atracadores fue interceptado por la policía in fraganti cuando salía de atracar el chalet de un millonario.
Sobre la veracidad de los hechos, Sabina declaró en 2005 que eran ciertos, que la letra se inspiraba en un suceso que le había acontecido. En refuerzo de esa tesis, incluso se manifestó en redes sociales una supuesta familiar de dos de los atracadores, detallando que el relato había tenido lugar en la ciudad de Santiago de Compostela. Años más tarde, Pancho Varona, uno de los autores de la música, rebajó el nivel de veracidad de la historia, aclarando que Sabina se topó con unos atracadores asaltando a otro ciudadano y que al reconocer, le permitieron continuar su camino.

## Versiones
Versionada por el grupo Estopa en el álbum homenaje a Sabina Ni tan joven, ni tan viejo (2019).